# Tifanfaya
Tifanfaya er en børnefilm instrueret af Annette K. Olesen efter manuskript af Nikolaj Scherfig.

## Handling
Lille, klodsede og altid kejtede og uheldige Tifanfaya får en sær start på sit forældreløse liv. Onkel Brutus og tante Mathilde tager sig af hende. Men med bagtanke. Tifanfaya bor nemlig i et slot, som tante Mathilde meget gerne vil have helt for sig selv. Men tumpede Tifanfaya bliver røverbanden Hajdukkernes dronning, og med røverbanden sætter hun sig op mod den onde stedmoder og vinder både slot og dronningerige.